# 波爾多住宅

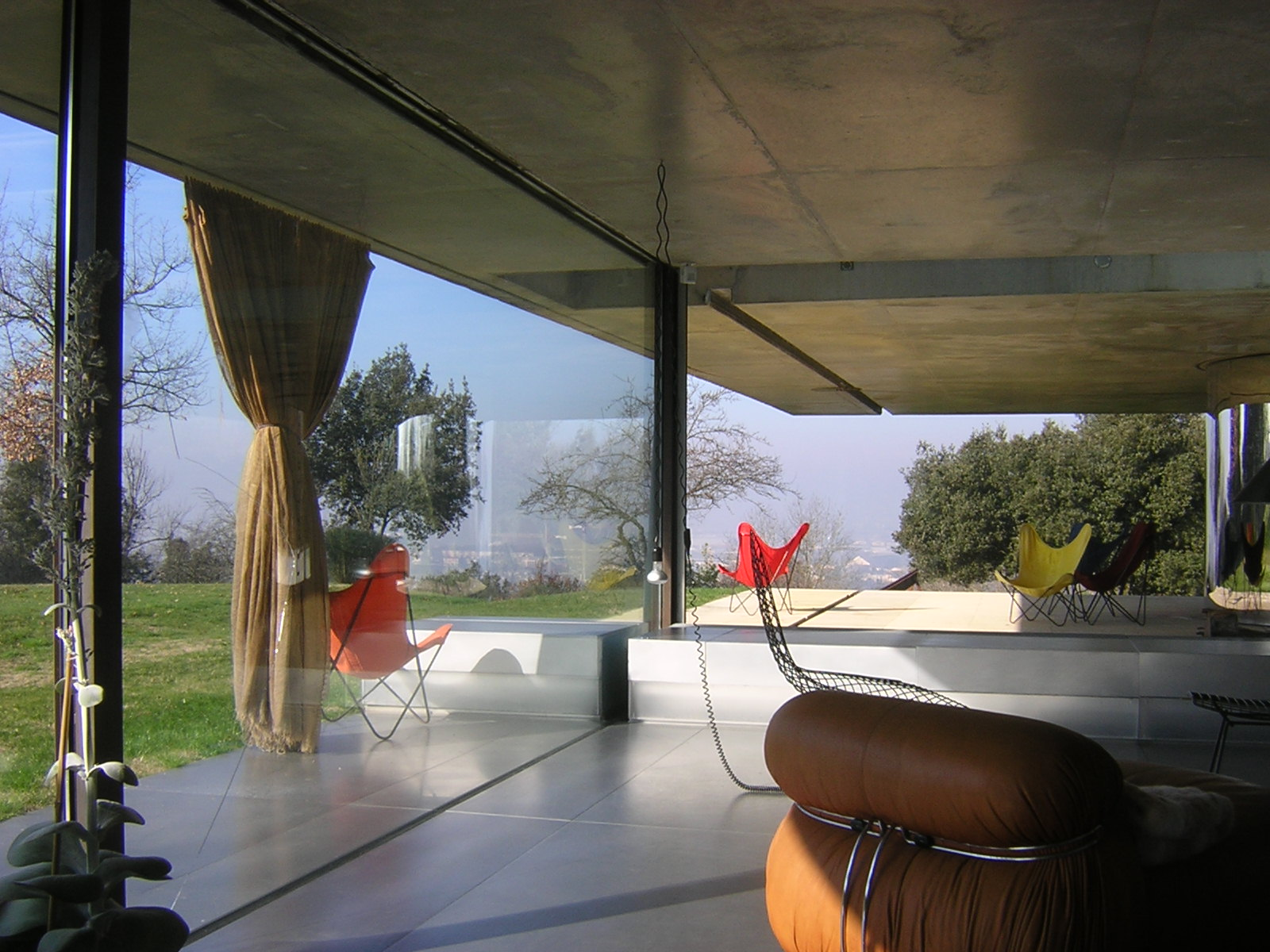
一楼采用大面积玻璃幕墙，采光效果良好

44°49′26.67″N 0°31′3.67″W / 44.8240750°N 0.5176861°W
波尔多住宅是一座位于法国城市波尔多市郊的民宅，由荷兰建筑师雷姆·库哈斯及其事务所OMA于1994年设计，建筑于1998年竣工。

## 背景

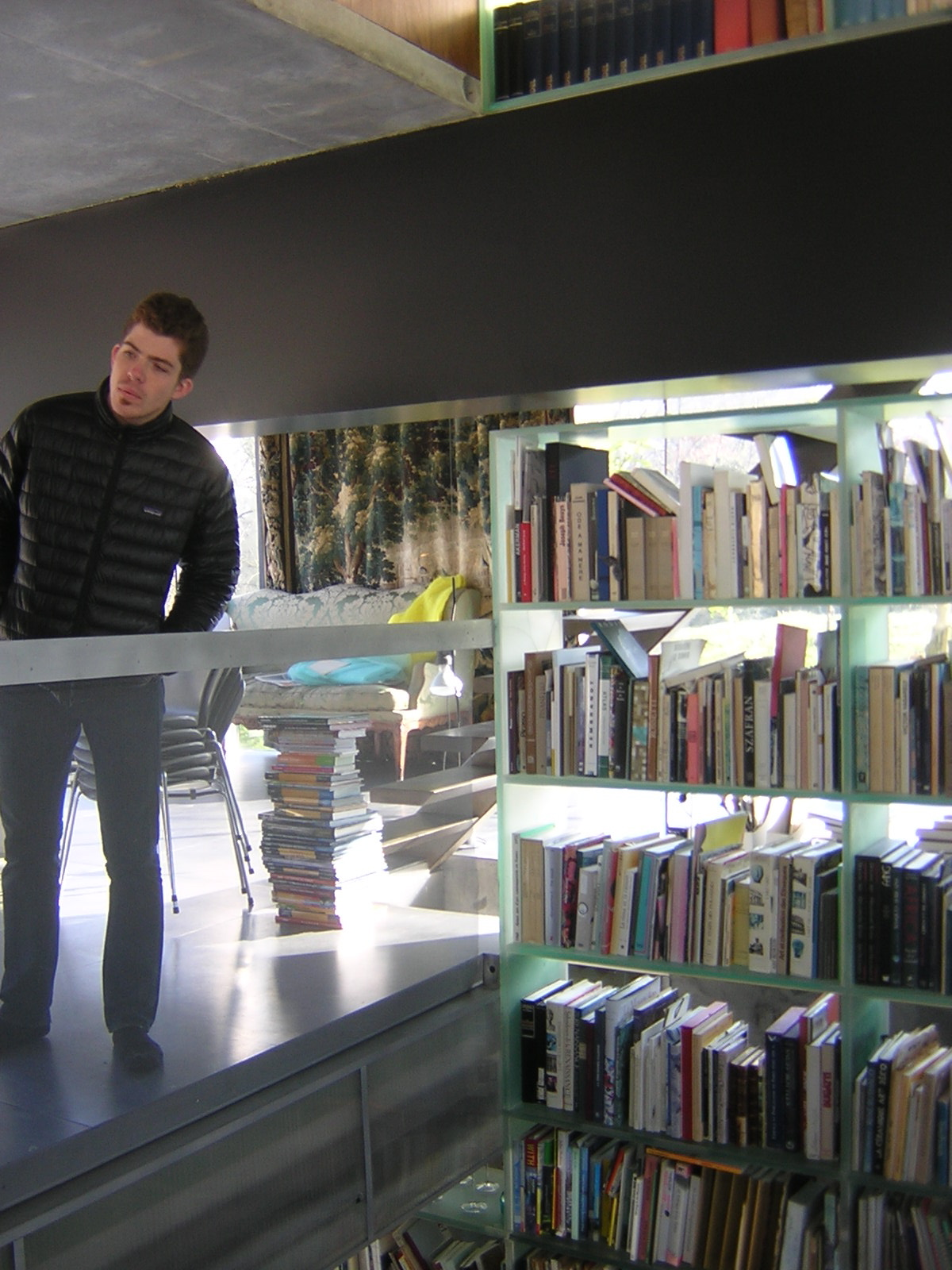
升降平台旁边就是贯穿三层楼的书架

波尔多住宅的主人是一对夫妇。早先他们住在波尔多市区一所老房子内，希望设计师设计一套简洁的居所。不幸的是，不久后男主人遭遇车祸，余生将在轮椅上度过，于是夫妇俩改变主意决定要一座复杂的房子，以摆脱痛苦的回忆。

## 建筑
住宅位于波尔多市中心以东5公里的弗卢瓦拉克地区一座平缓的山坡上，上下三层，建筑面积约500m²。一二层大量运用玻璃幕墙，空间开敞通透，波尔多市美景可尽收眼底。三层为私密性较强的主卧室和儿童房，外墙为混凝土结构，朝阳一侧根据人的身高设置圆形小窗，保证采光。
住宅最大的特色在于房屋中央设置了一个3米见方、由机器驱动的升降平台，作为男主人上下楼的工具。升降平台类似电梯，但采用开放式设计，并结合男主人日常工作特点，可作为活动的工作台。
住宅的结构设计也颇为独特。因二层立面几乎全部是玻璃幕墙，无法承载三层混凝土结构的巨大重量，设计师在地下埋设重物，通过钢索牵拉位于楼顶的横梁，利用杠杆原理，支撑起匸形的混凝土结构。

## 评价
由于其出色的设计，在完工的1998年被《时代杂志》评为年度最佳建筑设计，并于1999年被法国公众安全杂志授予银角尺建筑奖。